# 大久保有記
大久保 有記（おおくぼ ゆうき）は、サラリーマンコーラスメンバー。
神戸市出身。
2021年に第63回グラミー賞最優秀合唱パフォーマンス賞受賞作品にコーラスメンバーとして参加した。

## 経歴
神戸市の企業に勤務。米国ニューヨーク州バッファロー市に駐在中、オーディションを経てバッファロー・フィルハーモニック・コーラスに入団。2019年にレコーディングに参加した『The Passion of Yeshua』が第63回グラミー賞最優秀合唱パフォーマンス賞を受賞した。グラミー賞サラリーマン。